# Rivula laetior
Rivula laetior är en fjärilsart som beskrevs av Arnold Spuler 1907. Rivula laetior ingår i släktet Rivula och familjen nattflyn. Inga underarter finns listade.